# Ландевеннек (аббатство)

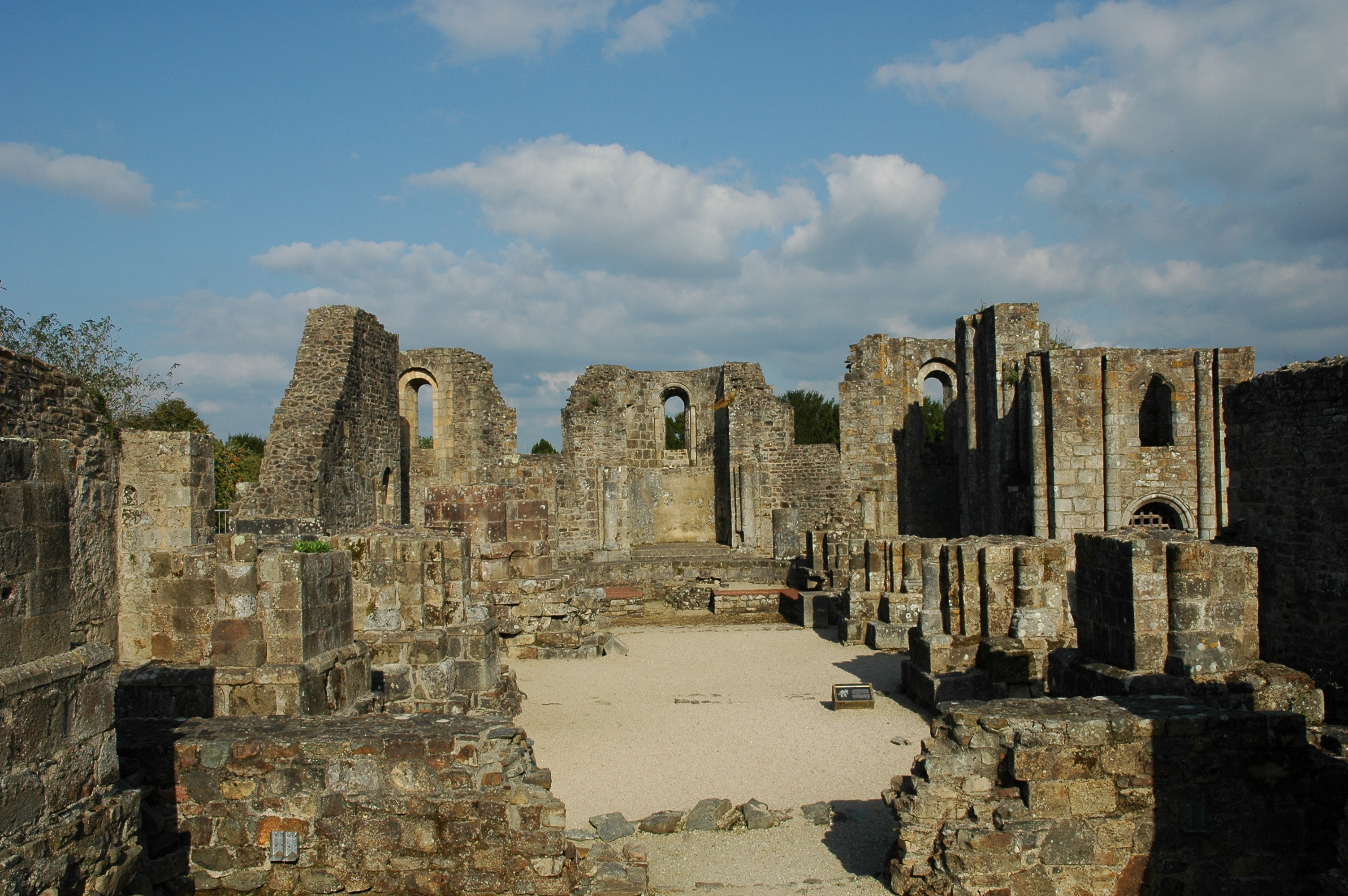
Руины аббатства Ландевеннек

Ландевеннек — бенедиктинское аббатство в одноимённой коммуне в департаменте Финистер, Бретань, Франция. Основано в 485 году святым Гвеноле. Прекратило своё существование в 1793 году, в 1958 году рядом было построено новое аббатство.
26 мая 1992 года аббатство было занесено в реестр исторических памятников Франции. 

## История
Происхождение названия точно неизвестно, оно может быть истолковано как монастырь (брет. lan) Гвеноле, но написание имени святого при этом отличалось бы от его написания во время основания аббатства. Гвеноле был последователем Будока и основал монастырь в эстуарии реки Олна. Ему удалось наладить отношения с Градлоном, властителем Корнуаля. Гвеноле, современник первого епископа Кемпера святого Корентина, сыграл важную роль в распространении христианства в Бретани, а аббатство было важнейшим центром образования для бретонских монастырей.
По традиции, преемником святого Гвеноле был святой Гвенаэль, поступивший в монастырь в юном возрасте. 
В 818 году по указу Людовика Благочестивого аббатство стало следовать уставу святого Бенедикта (до этого оно использовало шотландские монашеские уставы). 
Начиная с конца IX века, побережье Бретани подвергалось регулярным атакам норманнов. В 913 году аббатство было сожжено. Монахам удалось бежать вместе с основными реликвиями и рукописями. Они укрылись в Монтрёй-сюр-Мер в Нормандии, где основали новое аббатство. Одновременно с этим Бретонское королевство прекратило своё существование, а монастыри в Бретани пришли в упадок, так как там больше не осталось мощей, и доходы от паломничества резко упали. Крупные французские монастыри, например, аббатство Флёри, начали почитать бретонских святых. 

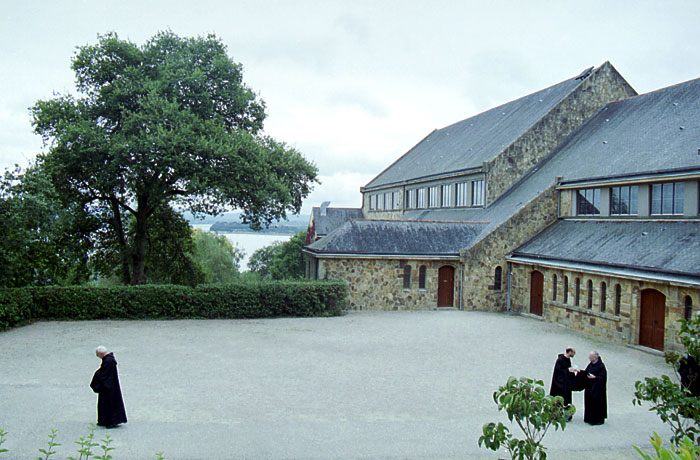
Новый монастырь Ландевеннек (2002)

Возрождение Бретани также связано с аббатством Ландевеннек. Аббат нового монастыря в Монтрёй-сюр-Мер, Жан, посетил Бретань, а позже договорился с Аленом, сыном графа Поэра, Матьедуа, беженцем при дворе короля Англии, что он возглавит освободительное движение. Война закончилась успешно, и в 937 году Ален был провозглашён герцогом Бретани. Впоследствии он подарил монастырю большие земли. 
В XI веке началось строительство романского аббатства, руины которого сохранились до наших дней.
В 1793 году аббатство, в котором в этот момент жили только четыре монаха, было конфисковано в казну. В течение XIX века оно сменило шесть собственников. Сейчас развалины старого аббатства функционируют как музей.
7 сентября 1958 года был заложен новый монастырь около развалин старого.